# 安芸高田市立刈田小学校
安芸高田市立刈田小学校（あきたかたしりつ かりたしょうがっこう）は、広島県安芸高田市八千代町にあった公立小学校。

## 概要
広島市の中心部より東北約30kmで、6000本の桜の木がある土師ダムの近くにあった小学校。
八千代の丘美術館も近い。昭和46年に土師ダム建設に伴い，刈田北小学校と統合した。標高300m～700mの山々に囲まれ，近くを国道54号線が走る。

## 沿革
- 1873年（明治6年） 佐々井村勧善舎 勝田村に立教舎を設立
- 1877年（明治10年）11月1日 佐々井・勝田村連合して佐々井小学校を創立
- 1888年（明治21年）4月1日 佐々井簡易小学校と改称
- 1892年（明治35年）4月1日 佐々井尋常小学校と改称
- 1897年（明治30年）4月1日 刈田西小学校と改称
- 1910年（明治43年）4月1日 刈田尋常高等小学校と改称
- 1941年（昭和16年）4月1日 刈田国民学校と改称
- 1947年（昭和22年）4月1日 刈田村立刈田小学校と改称
- 1948年（昭和23年）1月20日 刈田小学校PTA発足
- 1953年（昭和28年）11月6日 校舎新築落成
- 1955年（昭和30年）3月31日 刈田村・根野村合併により八千代村と称し，八千代村立刈田小学校と改称
- 1956年（昭和31年）12月20日 講堂新築落成
- 1959年（昭和34年）4月1日 町制実施のため八千代町立刈田小学校と改称
- 1959年（昭和34年）4月27日 学校給食開始
- 1966年（昭和41年）11月26日 給食室新築落成
- 1971年（昭和46年）4月1日 刈田北小学校と統合
- 1972年（昭和47年）7月15日 プール完成
- 1981年（昭和56年）5月18日 屋内体育館新築落成
- 1984年（昭和59年）2月14日 新校舎新築落成
- 2004年（平成16年）3月1日 安芸高田市発足に伴い安芸高田市立刈田小学校と改称
- 2007年（平成19年）8月6日 NHK全国音楽コンクール広島県大会銅賞受賞
- 2018年（平成30年）閉校。根野小学校と統合し、安芸高田市立八千代小学校が旧・根野小校地に新設される。

## 教育目標
- 「夢に向かって、自ら考え、自ら行動する子ども」

将来の自分に夢を持ち，その夢の実現に向かって，自ら考え，自ら行動する子どもの育成をめざす。

## 学区
八千代町別所、八千代町中土師、八千代町黒瀬、八千代町下土師上、八千代町下土師中、八千代町下土師下、
八千代町上谷、八千代町山梨、八千代町北原、八千代町日南、八千代町日南団地、八千代町化正面、
八千代町下ときわ、八千代町上ときわ、八千代町前田住宅、八千代町大まき、八千代町横路住宅、八千代町上恩地、
八千代町下大又、八千代町上大又、八千代町水無、八千代町五郎丸、八千代町下佐々井、八千代町門出、
八千代町谷ノ城、八千代町みどり会１、八千代町みどり会２、八千代町みどり会３、八千代町みどり会４、
八千代町中佐々井、八千代町安森、八千代町上佐々井

## 刈田小学校区の進学先中学校
安芸高田市教育委員会では、平成18年度より学校選択制を導入しており、これにより、中学校に入学する時と小学校5年生になる時に学校を選択することができる。

## 近隣環境
- 八千代の丘美術館
- 土師ダム

## アクセス
- JR西日本芸備線の向原駅から車で約20分